# إي غك تون
إي غك تون (بالهانغل: 이극돈 / بالهانجا: 李克墩 - ولد في 1435 ومات في 1503) هو عالم وسياسي ودبلوماسي من سلالة جوسون. والده هو إي إن سون (이인손 / 李仁孫) مستشار الدولة الأيمن، وشقيقه هو إي غك باي رئيس مستشاري الملك السابق، وهو من عشيرة إي غوانغجو (광주 이씨).
تعرض لانتقاد كم إل سون من فصيل سارم لأنه تابعٌ ليو جاك وانغ، هذا الأمر جعله يحقد على كم وبدأ بالتخطيط للانتقام منه فتسبب بحدوث مذبحة التطهير الأولى.

## العائلة
- الجد: إي جي جك (이지직 / 李之直).
  - الأب: إي إن سو (이인손/ 李仁孫).
    - أخ أكبر: إي غك باي (이극배 / 李克培)
    - أخ أكبر: إي غك غام (이극감 / 李克堪)، وهو الجد الثاني لإي جن غيونغ رئيس مستشاري الملك.
      - ابن أخ: إي سي جوا (이세좌 / 李世佐).

    - أخ أكبر: إي غك جنغ (이극증 / 李克增).
    - أخ أصغر: إي غك غيُن (이극균 / 李克均)، وهو مستشار الدولة الثاني.

### العائلة
- الزوجة: من عشيرة أندونغ غوون (안동권씨).
  - ابن: إي سي جون (이세전 / 李世銓).
  - ابن: إي سي غيونغ (이세경 / 李世銓).
  - ابن: إي سي جونغ (이세정 / 李世貞).
    - حفيد: إي سو وان (이수완 / 李秀莞).
    - حفيد: إي سو جن (이수진 / 李秀蓁).